# Villa Retiro
Villa Retiro (popularmente conocida como "la Torre del millonari") es una casa de Cherta (Bajo Ebro) protegida como Bien Cultural de Interés Local.

## Descripción
Es un edificio de planta cuadrada con sótano, planta baja, piso principal y buhardillas. Está situado a la parte superior de una parcela totalmente ajardinada con un parque, estaño y gruta datado de principios del siglo XX. El que más destaca del edificio son las almenas de baldosa vista y las pequeñas torres cantoneras hechas con ladrillo que dan un aspecto fortificado al conjunto. La composición se caracteriza por los grandes vacíos centrales, protegidos por rejas de forja. Las buhardillas presentan pequeñas aperturas elípticas a manera de friso corrido.
La puerta central es un arco de medio punto, cubierta por un porche sostenido por dos columnas robustas y dos falsas pilastras acanaladas que imitan el estilo jónico, de cemento, y que sostienen una tribuna con acceso por el primer piso. En la cubierta hay una azotea al cual se accede por un torreón que sobresale en el centro de la edificación. 
El interior del edificio se alteró bastante con la reforma que lo convirtió con un hotel de lujo. Había un salón decorado con pinturas al fresco que no se pudo conservar. Aun así, se conservó la escalinata de mármol blanco con la trabajada barandilla de forja, la chimenea, una cisterna recubierta de manises blancas situada al sótano, el mosaico hidráulico del primer piso, algunas puertas de madera noble y parte del mobiliario original. 
La casa está rodeada de un gran jardín de vegetación exuberante rellenado de árboles y plantas centenarias portadas por los antiguos propietarios de varios países sur americanos y, también, contiene un lago y una gruta construida en 1904 por el arquitecto Lluís Julio. Además, hay una serie de acequias y fuentes artificiales qué, como la gruta y el lago, se alimentan con una parte del agua que baja por la acequia de las Fuentes. Finalmente, forma parte del conjunto, unos antiguos almacenes y una extensión de terreno, antes de huerta, donde actualmente se  encuentran algunos servicios del hotel.

## Historia
El edificio de estilo modernista-colonial y su conjunto se construyó en diferentes etapas (1879-1882) finalizándose el recinto el 1892, fecha que aparece a la forja del antiguo portón de acceso a la finca. Esta pertenecía a Martí, familia de indianos oriundos de Cherta. El  señor Jaime Martí y Tomàs fue el primer propietario quién la hizo construir. Antes de convertirse en hotel pertenecía a su nieto.
Durante la batalla del Ebro el edificio fue utilizado como hospital militar, sufriendo diferentes desperfectos.
Desde el año 2006 es sede del Hotel Villa Retiro Resort, del Grupo JF Ebrotels.